# باراک‌لی (اوجیلر)
باراک‌لی (به ترکی استانبولی: Baraklı) یک منطقهٔ مسکونی در ترکیه است که در اوجیلر واقع شده‌است.